# Albert-Schweitzer-Schule (Offenbach am Main)
Die Albert-Schweitzer-Schule ist ein Gymnasium in Offenbach am Main. Ursprünglich als  „Höhere Töchterschule“ gegründet, trägt sie seit 1956 den heutigen Namen. Namensgeber ist der Arzt und Philosoph Albert Schweitzer.
Seit 1991 ist die Schule eine Projektschule der UNESCO und ein Schulsportzentrum in der Zusammenarbeit von Grundschulen, weiterführende Schulen und Vereinen, zum Beispiel dem Ersten Offenbacher Schwimmclub (kurz: EOSC).
Das Schulgebäude ist Kulturdenkmal nach dem Hessischen Denkmalschutzgesetz.

## Geschichte
Am 26. September 1853 wurde die Höhere Töchterschule an der Geleitsstraße in Offenbach eröffnet. 1876 übernahm das Großherzogtum Hessen die Mädchenschule in die staatliche Trägerschaft. Bereits 1884 wurde die Schule aufgrund des hohen Zulaufs um einen Anbau erweitert, die nächsten Erweiterungen folgten 1907 und 1916.
Im Jahr 1956 zog die Höhere Töchterschule in die von 1909 bis 1911 als Großherzogliche Oberrealschule am Friedrichsplatz errichtete Schule an der Waldstraße um und erhielt kurz darauf ihren heutigen Namen. 1957 nahm die Schule erstmals Jungen auf.

## Besonderheiten
Die Albert-Schweitzer-Schule ist Schulsportzentrum. Zur Talentförderung bestehen spezielle Sportklassen, in denen besonders sportliche Schüler gezielt gefördert werden. Ein Teil dieser Förderung ist die Möglichkeit, einmal wöchentlich sportartspezifisch vormittags während der Schulzeit trainieren zu können.
1991 wurde die Schule als eine von 19 hessischen Schulen (Stand: Dezember 2014) in das Netz der UNESCO-Projektschulen aufgenommen. Als besondere Schwerpunkte gelten das Engagement im Umweltschutz und die verpflichtende Erziehung im Sinne der Menschenrechte. Siehe auch: Liste der UNESCO-Projektschulen in Deutschland.
Seit Anfang 2016 gehört die Albert-Schweitzer-Schule zu den sogenannten Selbstständigen Schulen. Vom hessischen Kultusministerium erhielt das Gymnasium mehr Freiheiten bei Unterrichtsgestaltung und Finanzen.

## Gebäude

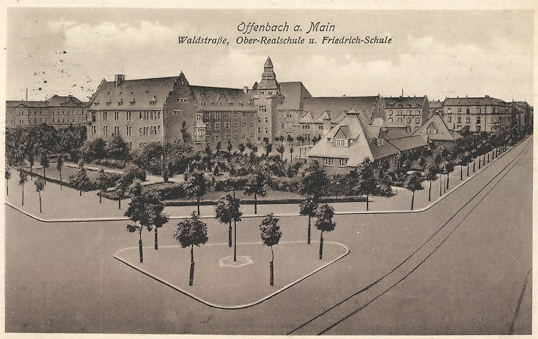
Großherzogliche Oberrealschule am Friedrichsplatz, heute Albert-Schweitzer-Schule (etwa 1915)

1908 wurde das Gelände für die heutige Schule erworben und Pläne für eine Oberrealschule von Regierungsbaumeister Völker entworfen. Da die Waldstraße bereits damals sehr verkehrsreich war, sollten die Klassenzimmer möglichst weit von dieser entfernt liegen. Um einen rechteckigen Schulhof herum wurde an der Südostecke an der Waldstraße das Städtische Brausebad angelegt, an der gegenüberliegenden Nordostecke das Pförtnerhaus und ein Schuldienerwohnhaus. Beide Gebäude wurden durch eine eingeschossige Wandelhalle verbunden, die dem Aufenthalt der Schüler im Freien bei schlechter Witterung diente. An die Schuldienerwohnung schlossen sich die Toilettenanlagen an, daran die Turnhalle, die als Turn- und Festsaal konzipiert wurde. Westlich schließt sich rechtwinklig der dreigeschossige Klassenzimmertrakt an.
Die Architektur erfolgte im Heimatstil in der hessischen Bauweise. Das Gebäude erinnert mit den hohen Giebeln und den großen, schiefergedeckten, durch Zwerchhäuser gegliederten Dachflächen an Schlossanlagen aus der Zeit der Renaissance. Die beiden Treppenhäuser wurden als Türme besonders hervorgehoben. Im Innern wurde besonders auf eine gut abgestimmte Farbdekoration Wert gelegt, die heute teilweise noch vorhanden ist. Die Turnhalle hat eine Höhe von 10,30 Meter und wird von einem Tonnengewölbe überdeckt. Da sie zugleich als Aula und öffentlicher Vortragsraum dient, ist sie aufwändig ausgestattet und die Turngeräte können in seitlichen Räumen abgestellt werden. Die Schule ist trotz einiger moderner Veränderungen und Beschädigungen, zum Beispiel die Brände am Südflügel 1987 und 1990, in einem sehr guten Erhaltungszustand. Als eine dem Stil eines Renaissanceschlosses nachempfundene Anlage und mit den aufwändigen baukünstlerischen Details unter den Einflüssen des Jugendstils besitzt sie hohe künstlerische Bedeutung und steht unter Denkmalschutz.

## Bekannte Schüler oder Lehrer
- Karl Friedrich Lippmann (1883–1957), Maler
- Jürgen Blume (* 1946), Kantor und Musikwissenschaftler. Lehrer von 1972 bis 1976 für Musik und Latein
- Harald Habermann (* 1951), deutscher Politiker (SPD)[6]
- Ralph Färber (* 1971), deutscher Schwimmer
- Felix Schwenke (* 1979), deutscher Kommunalpolitiker (SPD), Oberbürgermeister von Offenbach am Main
- Hadi Khanjanpour (* 1982), deutscher Schauspieler, Regisseur und Autor[7]
- Sarah Kortmann (* 1983), deutsche Schauspielerin und Theaterregisseurin, Abitur 2002[8]
- Jens Beckert (* 1967), deutscher Soziologe